# Segundo siglo
Segundo siglo es una película de carretera y drama mexicana de 1999, dirigida por Jorge Bolado, que sirve de homenaje al propio cine cuando este iniciaba su segundo siglo de existencia.
Esta ópera prima de Bolado, quien también escribió el guion y fungió como productor, cuenta el viaje espiritual de un equipo cinematográfico a través de diversas locaciones de películas en la campiña escocesa, las ciudades de Nueva York, Belfast y Londres, así como diferentes parajes de México. Uno de los miembros del equipo es el actor francés Martin La Salle, quien diera vida al legendario personaje de Pickpocket en la obra homónima de Robert Bresson y quien aquí se interpreta a sí mismo.

## Sinopsis
Martin La Salle, un actor icónico pero un poco olvidado, debe hacer un viaje a Irlanda, pero antes visita diversos lugares que poseen cierta importancia para la historia del cine. En su viaje lo acompañan "El Francés", y el fotógrafo suizo Robert Franck, autor del manifiesto fílmico de la generación beat Pull My Daisy (1959).
La odisea de los personajes es narrada por las voces de unas fotografías del siglo XIX encontradas en Pittsburgh, la de una anciana, una mujer madura y una niña.

## Producción y análisis
Segundo siglo se empezó a rodar en 1995 y se concluyó hasta 1999, en un periodo de crisis económica en México y previo al nuevo auge del cine nacional que iniciaría con cintas como Sexo, Pudor y Lágrimas o Amores Perros.
El rodaje tuvo lugar bajo condiciones adversas y con un presupuesto limitado: “en esencia [el rodaje] era complicado. El personaje le quedaba bastante bien [a Martin La Salle]: yo necesitaba a un actor icónico (él había sido el pickpocket), pero un poco olvidado; un actor viejo, pero con buena condición física, y él tenía todas esas características. No me gustaría dar detalles de por qué fue complicado trabajar con él”.
El viaje del trío de personajes sirve para que Bolado reflexione sobre el cine y la imagen en general, lo cual se transmite a través de diversos elementos, principalmente la combinación película en 35mm, 16mm y Súper 8.

La película también hace una reflexión sobre la cultura popular y el culto al ícono, y se convierte en el vehículo para homenajes a directores y películas concretas - no solo Pickpocket de Bresson -, así como a figuras relevantes de la cultura occidental. 
Viaje geográfico, cultural, plegaria por la prosperidad del cine en su segundo siglo; antes del peregrinaje se invoca al verbo que era luz de San Juan y al Dios de hágase la Luz y que por lo tanto fue el primer cineasta; es decir, el primer artista creador. Los santos patrones del cine, los hermanos Lumiére (Luz). El itinerario se torna oración y letanías extravagantes; cada estación está dedicada a un santo. Así, el santo Rimbaud que escribió Las iluminaciones; san Godard al que —como a Santa Claus— se le manda una carta desde la oficina postal más antigua de Europa; san Ingmar Bergman tiene derecho a una secuencia famosa de El Séptimo sello, como también san Luis Buñuel con su última cena de El Ángel exterminador; san Lautréamont porque era francés y uruguayo como Martín La Salle; santos Walter Scott, Kelvin, Whitman. Los santos de Liverpool, porque fueron cuatro. Y la tumba de la santa María Sabina, en Huautla. En el pleroma de Bolado cada santo tiene su lugar - Fragmento de la reseña "Jorge Bolado, Dios y todos los santos" de Javier Betancourt

## Distribución
Al momento del estreno, el director decidió que no hubiera copias en video pues consideraba que la cinta solo se podía experimentar en pantalla grande, aunque más tarde valoraría la posibilidad de editar una versión en DVD.